# Кения
 Тази статия е за държавата.  За планината вижте Кения (планина).  
Република Кения (на суахили: Jamhuri ya Kenya; на английски: Republic of Kenya) е държава в Източна Африка. Граничи с Етиопия на север, Сомалия на изток, Танзания на юг, Уганда на запад, Южен Судан на северозапад и Индийския океан на югоизток. Столица е град Найроби.

## История
На територията на Кения са открити едни от най-древните останки от представители на човешкия род. През 7. век по бреговете на Кения възникват арабски и африкански селища (от народността банту). От 11. до 15. век се появяват първите градове-държави. През 1497 г. на територията на днешна Кения проникват португалците. През 19. век навлизат германци и англичани. През 1895 г. Кения става британски протекторат, а през 1920-а – британска колония. През 1925 г. Дж. Кениата застава начело на националноосвободителното движение. През 1952 г. избухва въоръжено антиколониално въстание. През 1960-а е основана партията Национален съюз на африканците в Кения. На 12 декември 1963 г. Кения получава независимост, а от 1964-та става република с президент Дж. Кениата. През 1978 г. президент става Д. А. Мой (преизбран през 1992-ра, 1998-а), който установява еднопартийно управление. През 1991 г. е възстановена многопартийната система. През 2002 г. президент става М. Кибаки, като преизбирането му за втори мандат през 2007-а е последвано от кървави безредици. Кения е членка на ООН (1963) и на Организацията за африканско единство (1964). На 9 април 2013 г. президент на страната става Ухуру Кениата – четвърти син на създателя на република Кения Джомо Кениата.

## География
Кения заема североизточната част на силноразчленената Източноафриканска рифтова долина – грабени, езера и вулканични конуси над 3000 m (вулканът Кения – 5199 m), която на изток стъпаловидно преминава в тясна крайбрежна низина. Брегът на страната е слаборазчленен и е с откоси. Климатът е субекваториален, със средна месечна температура 12 – 18° в планинските райони и 24 – 27° по крайбрежието. Валежите са 250 – 2000 мм годишно. Речната мрежа е слаборазвита. Главните реки са Тана и Галана. Главни езера са Туркана, Баринго, Магади, част от езерото Виктория. На запад и югозапад в страната са разположени савани, на североизток полупустини, а във високите части – вечнозелени влажни тропични гори. Животинският свят е богат. В Кения има 16 национални парка с площ 2,6 млн. хектара, 4 морски национални парка, 25 национални окръжни резервата (1,8 млн. ha) и др.
В Кения се намира националния резерват Масай Мара, както и над 50 други парка и резервата за опазване на фауната. Кения има разнообразна природа – гигантски планини, пустини, пясъчни плажове, хълмисти пасища.
Площта на Кения е 581 309 km².

## Държавно устройство
Кения е президентска представително демократична република. Президентът е и глава на нацията и глава на правителството. Изпълнителната власт е упражнявана от правителството. Законодателната власт е разделена между правителството, Народното Събрание и Сената. Съдебната власт е независима от останалите. Има нарастващи опасения, особено по време на мандата на бившия президент Даниел арап Мои за намеса от страна на изпълнителната власт в решенията на съдебната.
Кения има високи нива на корупция според индекса на Прозрачност без граници за Индекс за възприятие на корупцията (ИВК), опитващ се да измери разпространението на корупция в публичния сектор в различните страни по света. През 2012 г. нацията се класира на 139-о от общо 176 места с резултат от 27/100. Въпреки това се наблюдава значително развитие по отношение на борбата с корупцията от страна на правителството, например създаването на нова, независима комисия за етика и борба с корупцията.
След правителствените избори през 1997 г. Актът за Ревизия на кенийската конституция, създаден, за да проправи пътя към по-изчерпателни изменения в конституцията, е приет от парламента.
През декември 2002 г. в Кения се състоят демократични и свободни избори, които са обявени за честни от повечето международни наблюдатели. Те бележат важна точка на промяна за Кения, след като властта е предадена мирно на Кенийския национален африкански съюз (КНАС), управляваща страната от обявяването на независимост към Национална коалиция "Дъга" (НКД).
Под президентсвото на Мваи Кибаки новата коалиция в управлението обещава да насочи усилията си към генерирането на икономически растеж, борбата с корупцията, подобряването на образованието и обновяване на конституцията. Няколко от тези обещания са спазени. Достъпно е безплатно начално образование. През 2007 г. правителството заявява, че от 2008-а средното образование ще бъде сериозно субсидирано, като правителството поема всички такси за обучение.

### Чуждестранни взаимоотношения
Кения има близки взаимоотношения със своите съседи, говорещи Суахили, в района на Големите африкански езера. Връзките с Уганда и Танзания са силни, като и трите нации работят за постигането на икономически ръст и социална интеграция чрез общо членство в Източноафриканската общност.
Отношенията със Сомалия са исторически напрегнати, въпреки случаите на общо военно сътрудничество срещу ислямистки бунтовници. Кения има добри взаимоотношения с Обединеното Кралство и е една от най-проамериканските нации в Африка и в света.
С дати на процеси в Международния наказателен съд, насрочени за 2013г. с обвиняеми Президент Кениата и вицепрезидент Уилям Руто, свързани със събитията след изборите през 2007 г., американският президент Барак Обама избира да не посети страната по време на африканската си обиколка. По-късно през лятото Кениата посещава Китай по покана на Президента Си Дзинпин, като преди това посещава Русия. През юли 2015 г. Обама посещава Кения, ставайки първият действащ американски президент, посетил страната.

### Въоръжени сили
Кенийските отбранителни сили са въоръжените сили на Република Кения. Кенийската армия, Кенийския военноморски флот и Кенийските военновъздушни сили съставят Националните отбранителни сили. Днешните Кенийските отбранителни сили са създадени с член 241 на Кенийската конституция от 2010 г. Президентът на Кения е върховният главнокомандващ на въоръжените сили.
Въоръжените сили често са използвани в мироопазващи мисии по света. След размириците в цялата страна след изборите през 2007-а е формирана анкетна комисия. Комисията Уаки, заявява готовността си и определя, че е „изпълнила добре задълженията си“. Въпреки това възникват обвинения в нарушаване на човешките права, най-скорошните от които по време на антибунтовническа операция в областта на Елгон, също така и в областта на централна Мандера.
Въоръжените сили на Кения, по подобие на много държавни институции в страната, са свързани с обвинения в корупция. Заради факта, че операциите на въоръжените сили по традиция са прикрити от съображенията за „държавна сигурност“, корупцията остава скрита за обществото, като по този начин среща по-малко обществен контрол. В последно време това се променя. При невероятни за кенийските стандарти разкрития през 2010 г. основателни обвинения в корупция са отправени по отношение на набирането на персонал и доставки на бронетранспортьори.

## Административно деление
Кения е разделена на 47 полуавтономни окръга, които са оглавявани от губернатори.
Най-малките административни единици в Кения се наричат локации. Локациите често съвпадат с избирателните райони. Те обикновено носят името на своето централно населено място. Голям брой по-големи градове се състоят от няколко локации. Всяка локация има началник, назначен от държавата.
Избирателните райони са разделени на избирателни подразделения, като всеки окръг съдържа множество избирателни райони. През 2010 г. е формирана комисия, която трябва да направи анализ на районите; в доклада си комисията препоръчва създаването на 80 допълнителни района. Преди изборите през 2013 г. броят им е 210.

## Население
Населението на Кения през 2007 година е 36 913 721 души. То нараства драстично през последните десетилетия, като 73% от кенийците са под 30-годишна възраст. Само за 90 години населението е нараснало от 2,9 милиона на около 50 милиона.
През 2017 г. населението на Кения е 49.7 милиона.
Кения е страна с голямо етническо разнообразие. Повечето кенийци говорят английски език и суахили, но голяма част от населението говори и майчиния език на своето племе.
Най-големи градове са: Найроби, Момбаса, Кисуми, Накуру и Елдорет.

## Икономика
Макроикономическите изгледи на Кения показват силен ръст в последните няколко десетилетия, основно заради проекти за мега-инфраструктурни пътища и железопътни проекти. Въпреки това голяма част от този растеж произхожда от капитали, отклонени от джобовете на обикновените граждани на микроикономическо ниво. В резултат на това са намалени доходи за средните и малки домакинства и бизнеси, водейки до масови финансови трудности, освобождаване на работници и недоволство в множество сектори. През 2014 г. макроикономическите показатели на страната са преосмислени, вследствие на което БВП се изкачва до нивото на ниско-средно-икономически държавен статус.
Кения има Индекс на човешко развитие от 0.555 (среден), поставяйки я на 145-о от 186 в света. Към 2005 г. 17.7% от кенийците живеят с по-малко от 1.25 $ на ден. През 2017, Кения се класира 92-ра в индекса за бизнес климат на Световната банка, издигайки се от 113-о място през 2016 (190 държави). Важният земеделски сектор е един от най-малко развитите и най-неефективни, давайки работа на 75% от работниците в сравнение с по-малко от 3% в развитите страни. Кения обикновено е класифицирана като граничен пазар или в някои случаи, като развиващ се пазар, но е една от най-слабо развитите страни в света.
Икономиката отбелязва сериозен напредък, белязан от силно представяне на туристическия сектор, висшето образование и телекомуникациите, докато резултатите в земеделския сектор са приемливи, особено в жизненоважното производство на чай. Икономиката на Кения отбелязва ръст от над 7% през 2007 г., като по същото време сериозно намалява външния си дълг. Но ситуацията веднага се променя след оспорването на президентските избори през декември 2007 г. и последвалия хаос, който обхваща страната.
Телекомуникациите и финансовата активност през последното десетилетие сега представляват около 62% от БВП, докато 22% все още идват от ненадеждния земеделски сектор, който дава работа на 75% от трудещите се. Малка част от населението разчита на хранителни помощи. Промишления сектор и този на производството са най-малките, съставляващи 16% от БВП. Услугите, промишлеността и производството осигуряват работа само за 25% от населението, но допринасят със 75% за БВП на страната.
Приватизация на държавните предприятия, като вече нефункциониращата Кенийска пощенска и телекомуникационна компания, водеща до създаването на най-печелившата компания в Източна Африка, Сафариком, бележи съживяване на компанията заради масовите частни инвестиции.
Към май 2011 г. икономическите перспективи са позитивни с 4 – 5% очакван растеж, главно заради разширяването на секторите на туризма, телекомуникациите, транспорта, строителството и възстановяване в земеделието.

### Туризъм
Туризмът в Кения е вторият по големина източник на чуждестранни приходи след земеделието. Съветът за туризъм в Кения е отговорен за поддържането на информация, свързана с туризма в Кения. Основните туристически атракции са фотосафаритата през 60-те национални парка и резервати за дивеч. Други забележителности включват миграцията на гну от Масай Мара, която се смята за 7-ото чудо на света, исторически джамии и крепости от колониалната епоха в Момбаса, Малинди и Ламу, известни пейзажи като бялата шапка на планината Кения и Източноафриканската рифтова долина, чаени плантации в Керичо, плантации за кафе в Тика, Килиманджаро през границата с Танзания и плажовете по крайбрежието на Суахили, в Индийския океан. Туристите, най-голям брой от които са от Германия и Обединеното кралство, са привлечени главно от крайбрежните плажове и дивечовите резервати, по-специално обширният национален парк Цаво Изток и Цаво Запад, разположен на 20 808 квадратни километра на югоизток.

## Култура
Културата на Кения се състои от множество традиции. Кения няма нито една видна култура, която да я идентифицира. Вместо това се състои от различните култури на различните общности в страната. Забележителни популации включват суахили по крайбрежието, няколко други общности банту в централните и западните райони и нилотични общности в северозападната част. Културата на масаите е добре позната на туризма, въпреки че представлява относително малка част от населението на Кения. Те са известни със своите сложни украшения в горната част на тялото и бижута. Кения разполага също с богата музикална, телевизионна и театрална сцена.

## Други
- Комуникации в Кения
- Транспорт в Кения
- Армия на Кения
- Външна политика на Кения